# Cheongna-dong
Cheongna-dong (koreanska: 청라동) är en stadsdel i staden Incheon i Sydkorea, 28 km väster om huvudstaden Seoul. Den ligger i stadsdistriktet Seo-gu.

## Indelning
Administrativt är Cheongna-dong indelat i:
| Namn    | Namn                 | Yta km² | Invånare 31 dec 2020 |
| ------- | -------------------- | ------- | -------------------- |
| 청라1동 | Cheongna 1(il)-dong  | 2,40    | 31 772               |
| 청라2동 | Cheongna 2(i)-dong   | 5,00    | 49 297               |
| 청라3동 | Cheongna 3(sam)-dong | 13,18   | 30 684               |